# HMS Falmouth (F113)
La HMS Falmouth (F113) de la Royal Navy fue una fragata de la clase Rothesay. Fue puesta en gradas en 1957, botada en 1959 y asignada en 1961. Fue retirada en 1984 y desguazada.

## Historia
La Falmouth integró la clase Rothesay, ordenada en 1955, que comprendía a otras ocho fragatas: Yarmouth, Lowestoft, Brighton, Rothesay, Londonderry, Berwick, Plymouth y Rhyl.
Construida por Swan Hunter en Wallsend, Inglaterra; fue puesta en gradas el 23 de noviembre de 1957, botada el 15 de diciembre de 1959 y asignada el 25 de julio de 1961.
Tenía una eslora de 2560 t de desplazamiento, 112,7 m de eslora, 12,5 m de manga y 3,9 m de calado; propulsión de dos turbinas de engranajes (potencia 30 000 shp, velocidad 29 nudos); 1 lanzador (1×4) Sea Cat, 2 cañones de 115 mm, 2 cañones de 40 mm, 1 mortero antisubmarino (1×3) y 12 tubos lanzatorpedos de 533 mm.
Siendo retirada en 1984, la fragata HMS Falmouth terminó sus días siendo desguazada en España.